# Apennins (département)
Pour les autres emplois du terme, voir Apennin (homonymie).
1805–1814
Entités précédentes :
- République ligurienne

Entités suivantes :
- Royaume de Sardaigne

Les Apennins étaient un ancien département français, situé sur l'actuel territoire italien, dont le chef-lieu était Chiavari.

## Histoire
Le département est créé le 4 juin 1805, sous la domination napoléonienne en Italie et portait le numéro 110 dans la liste des 130 départements français de 1811

## Arrondissements
Il comprenait trois arrondissements dont les chefs-lieux étaient Chiavari, Pontremoli et Sarzane. En 1812, un quatrième arrondissement est créé avec pour chef-lieu La Spezia.
- Arrondissement de Chiavari[2] :
  - Cantons : Borzonasca, Chiavari, Lavagna, Moconesi, Rapallo, Saint Étienne d’Aveto, Sestri Levante, Varése ligure.
- Arrondissement de Pontremoli :
  - Cantons : Bagnone, Berceto, Borgo-Taro, Compiano, Filattiera, Groppoli, Pontremoli, Terrarossa.
- Arrondissement de Sarzana :
  - Cantons : Albiano Magra, Calice al Cornoviglio, Fivizzano, godano, lerici, levanto, Sarzana, La Spezia, Vezzano Ligure.
- Arrondissement de La Spezia : (découpage)

Le sud de l'empire français. Le département des Apennins est situé au Nord de la principauté de Lucques.

## Liste des préfets
| Période          | Période | Identité                                | Fonction précédente        | Observation |
| ---------------- | ------- | --------------------------------------- | -------------------------- | --- |
| 4 juillet 1805   | 1810    | Jean André Louis Rolland de Villarceaux | Préfet du Tanaro           | Passe à la préfecture du Gard                                                                                     |
| 30 novembre 1810 | 1814    | Jean Maurice Duval                      | Auditeur au Conseil d'État | Passe à la préfecture de la Côte-d'Or puis à celle de l'Eure (Cent-Jours) Pair de France Conseiller d'État (1830) |

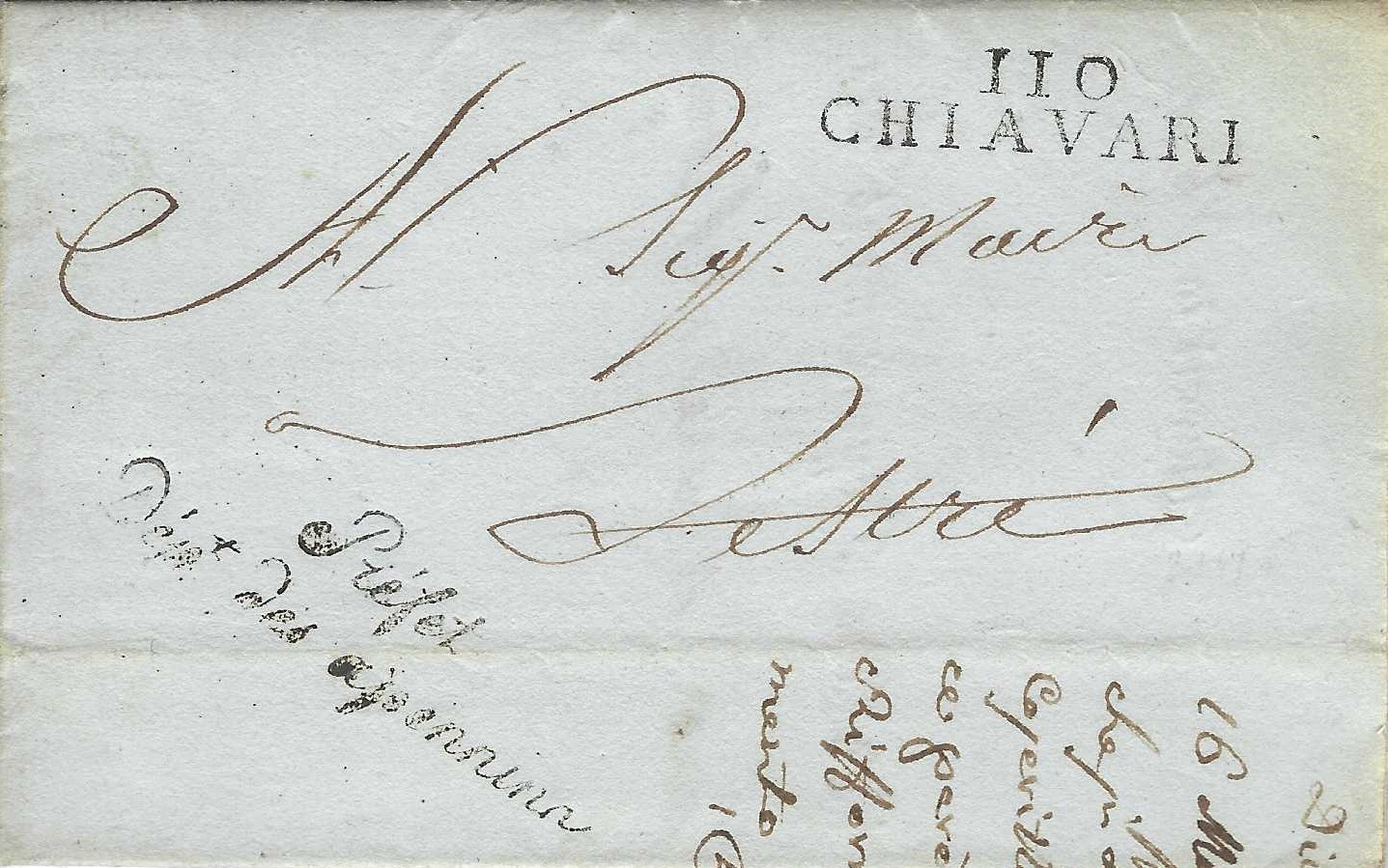
Lettre du 16 mai 1807 portant le cachet de franchise du préfet des Appenins Rolland.
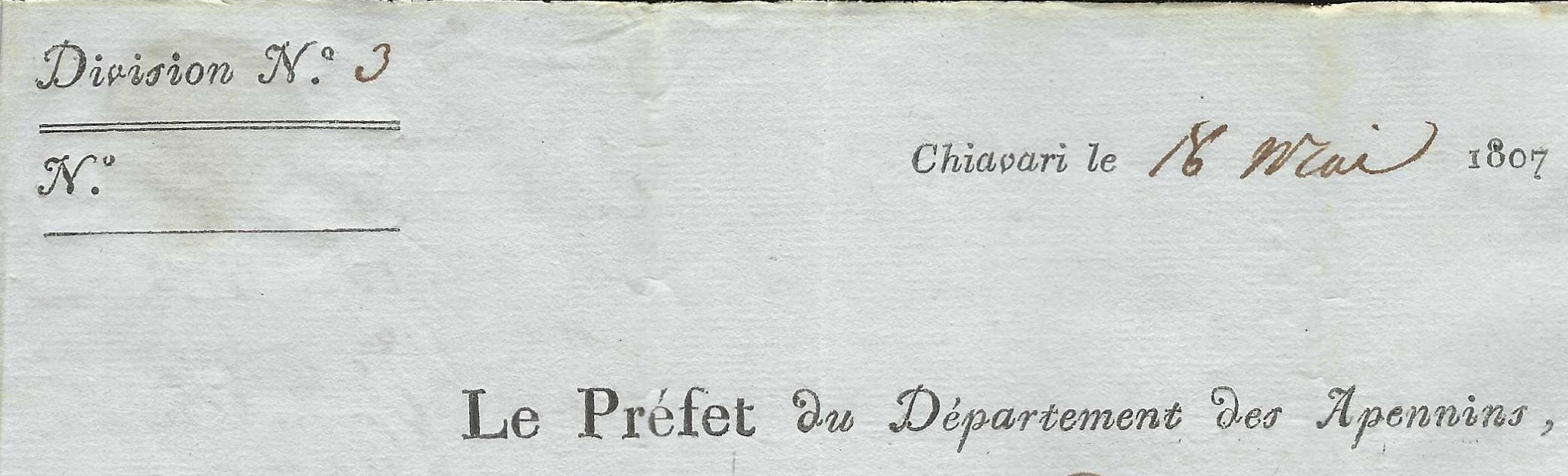
En-tête de lettre du 16 mai 1807 du préfet des Appenins Rolland.
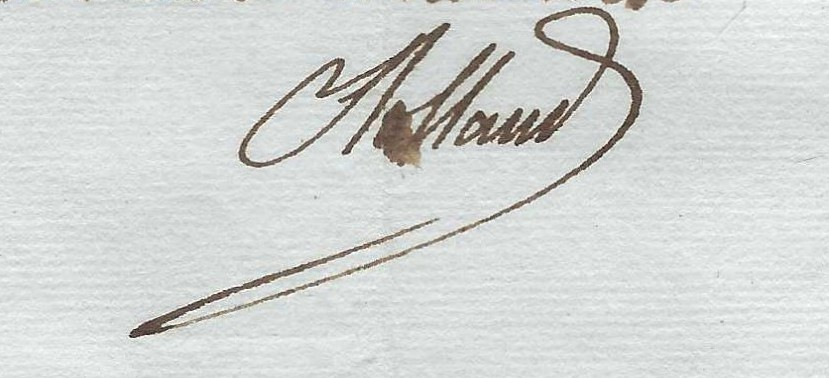
Signature du préfet Rolland.